# Senano di Inis Cathaigh
Senano di Inis Cathaigh, anche Senan mac Geircinn (488 – 544 o 560), è stato un abate irlandese.
Considerato uno dei Dodici apostoli d'Irlanda, è un santo importante nella tradizione irlandese, fondatore di Inis Cathaig (Isola Scattery, Iniscathy) e patrono di Baiscinn Corco e di Fhidgeinte Uí. La traduzione di "Senan" dal gaelico antico significa "piccolo vecchio saggio". Egli è a volte confuso con san Senan di Laraghbrine.

## Agiografia

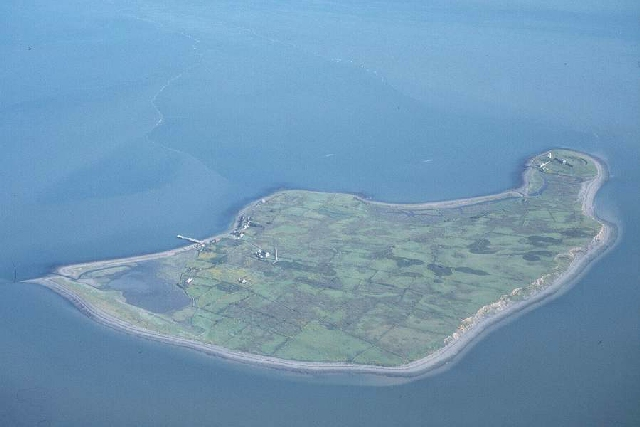
Isola di Scattery

Senano era nato nel 488. Fu abate del monastero di Iniscathay, che rimase sempre la sua residenza, anche dopo essere stato elevato all'episcopato. Studiò in molti monasteri in Irlanda, a Glendalough, a Kerry e a Kilmanagh con san Natal. Fondò numerose chiese in Inniscarra, Inisluighe e Deer Island, Inis Mór e Mutton Island.
Compì un pellegrinaggio a Ménevie, Tour e Roma e tornò in Irlanda nel 520.
Nel 535 o nel 540 fondò un monastero sull'isola Scattery (Iniscathay) alla foce del fiume Shannon. La leggenda vuole che egli uccise un'enorme creatura marina che terrorizzava gli abitanti del luogo. Le donne non erano ammesse alla sua isola e creò per loro due conventi. La sua diocesi si estendeva sulla città di Templeshannon, che porta il suo nome in gaelico (Senain Teampul).
Morì nel 544 o nel 560 nel convento di Killeochaile (Kilnagellagh), di ritorno da una visita a san Cassidio, suo padre spirituale. Fu sepolto una settimana dopo.

## Culto
Si celebra l'8 marzo, giorno della sua morte.
Viene generalmente annoverato tra i "dodici apostoli d'Irlanda".